# ناعومي ماير
ناعومي ماير (بالإنجليزية: Naomi Meier)‏ هي لاعب كرة قاعدة أمريكية، ولدت في 17 نوفمبر 1926 في فورت واين في الولايات المتحدة، وتوفي بنفس المكان في 15 يوليو 1989.